# كريس كولب
كريس كولب (بالإنجليزية: Chris Kolb)‏ هو سياسي أمريكي، ولد في 1958 في آن آربر في الولايات المتحدة. حزبياً، نشط في الحزب الديمقراطي. وقد انتخب عضو مجلس نواب ميشيغان ‏.